# Еркин, Александр Сергеевич
Александр Сергеевич Еркин (1 сентября 1989, Ленинград) — российский футболист, нападающий.

## Карьера
Воспитанник петербургского «Зенита». Начинал свои выступления на профессиональном уровне в «Шиннике». Вначале играл за молодёжную команду, затем — за основу в первом дивизионе. В ФНЛ также выступал за московское «Торпедо» и дзержинский «Химик». В последние несколько лет играл в различных командах ПФЛ.
В январе 2019 года перешёл из майкопской «Дружбы» в литовский клуб А-лиги «Паневежис». Дебютировал в первом туре чемпионата — 2 марта против «Стумбраса» (0:1).
В конце марта 2021 года футбольный клуб «Тамбов» из-за подозрений в участии в договорных матчах отстранил Еркина от тренировок, к которым в итоге уже 5 апреля он был снова допущен.

## Достижения
- Победитель группы «Запад» второго дивизиона России: 2012/13.